# Nico
Nico is een voornaam en een afkorting van Nicolaas en Nicole.
Afgeleid van het Grieks, waar het "overwinnaar des volks" betekent.

## Bekende Nico's
- Nico (zangeres), Duits zangeres en fotomodel
- Nico Braun, Luxemburgs voetballer
- Nico Haak, Nederlands zanger
- Nico Wagner, Luxemburgs voetballer
- Nico Zwinkels, Nederlands klusjesman en televisiepersoonlijkheid